# Edwin Hauswald
Edwin Hauswald (ur. 3 września 1868 we Lwowie, zm. 8 marca 1942 tamże) – polski inżynier mechanik, teoretyk zarządzania.

## Życiorys
Urodził się w rodzinie Ottona i Karoliny z domu Lang. Po ukończeniu gimnazjum w 1886 rozpoczął studia na Wydziale Budowy Maszyn Politechniki Lwowskiej. Po obronie pracy dyplomowej w 1891 uzyskał tytuł inżyniera i wyjechał uzupełnić wiedzę w dziedzinie elektrotechniki i konstrukcji maszyn w Berlinie i Zurychu. W 1893 powrócił do Lwowa i z ramienia firmy Siemens & Halske pracował przy budowie linii tramwajowej, po jej uruchomieniu wyjechał do Wiednia, gdzie pracował jako konstruktor w zakładach Siemensa. W 1896 przeniósł się do Frankfurtu nad Menem i pracował w zakładach akumulatorowych Karola Pollaka. Od 1903 mieszkał we Lwowie, został powołany na stanowisko profesora na Wydziale Budowy Maszyn, gdzie wykładał m.in. zasady budowy maszyn i kotłów oraz budowę urządzeń dźwigowych. Rok później jako pierwszy w Europie rozpoczął prowadzenie wykładów z „Organizacji i zarządzania przedsiębiorstwami przemysłowymi”. W 1912 został rektorem Politechniki Lwowskiej, a następnie dwukrotnie był dziekanem Wydziału Mechanicznego. Od 1912 do 1916 prezesem wydziału głównego Towarzystwa Politechnicznego, równocześnie był wiceprezesem Polskiego Towarzystwa Ekonomicznego. W 1915 został wybrany na roczną kadencję prorektora Politechniki Lwowskiej. Założyciel Unii Narodowo-Państwowej w 1922 roku. W 1928 należał do grona członków założycieli warszawskiej Akademii Nauk Technicznych. Na podstawie art. 24 pragmatyki profesorskiej z dniem 31 sierpnia 1938 został przeniesiony w stan spoczynku.
Zmarł we Lwowie i został pochowany na Cmentarzu Łyczakowskim

## Działalność naukowa
Edwin Hauswald poza pracą inżyniera-mechanika i nauczyciela akademickiego zajmował się dziedzinami znanymi współcześnie jako organizacji i zarządzania, stworzył termin „nauka organizacji i zarządzania”. Do najważniejszych obszarów, które znajdowały się w sferze jego zainteresowań naukowych, należały:
- organizacja i zarządzanie przedsiębiorstwem;
- systemy wynagrodzeń;
- metody i sposoby organizowania;
- kształcenie techniczno-ekonomiczne;
- koszty wytwarzania.

Stworzył dwadzieścia pięć ogólnych metod organizacyjnych m.in. metoda obserwacji i eksperymentów, metoda analizy, metoda dokładnego określania zadania, metoda klasyfikacji, metoda mierzenia, metoda graficzna, metoda ustalania norm, metoda badania odchyleń, metoda harmonizacji.
Zmodyfikował stworzoną przez Henriego Fayola tablicę uzdolnień kierowniczych, z sześciu grup czynności i uzdolnień (administracyjne, techniczne, handlowe, rachunkowe, finansowe i ubezpieczeniowe) pozostawił trzy (administracyjno-ubezpieczeniowa, techniczna i kupiecka).
Podjął próbę stworzenia podstaw kwantyfikacji układów organizacyjnych, m.in. opracował wzór pozwalający określić łączną liczbę uczestników organizacji wielostopniowej, przy założeniu stałej rozpiętości kierowania na każdym ze szczebli:
{\displaystyle Sn={\frac {1-q^{n}}{1-q}},}
gdzie:
- {\displaystyle Sn} = łączna liczba uczestników organizacji,
- {\displaystyle q} = stały współczynnik rozpiętości i kierowania,
- {\displaystyle n} = numer szczebla.

## Publikacje
- Elektrische Bahnen mit Akkumulatorenbetrieb (1898)
- Organizacja i zarząd przedsiębiorstw (1904)
- Przestrzenne diagramy momentów w wałach korbowych (1918)
- Teoria działalności połączeń nitowanych (1926)
- Naukowa organizacja systemów Taylora (1926)
- Akord czasowy i systemu premiowe (1926)
- Przemysł (1926)
- Kinetyka kosztów produkcji (1929)
- Organizacja i zarząd (1935)

Publikacje w Czasopiśmie Technicznym, Przeglądzie Technicznym, Przeglądzie Organizacyjnym i Przeglądzie Ekonomicznym.

## Ordery i odznaczenia
- Krzyż Komandorski Orderu Odrodzenia Polski (10 listopada 1928)[6]
- Złoty Krzyż Zasługi (11 listopada 1936)[7][8]